# Шилуте
Шилуте (лит. Šilutė, прежние названия — Хейдекруг, нем. Heydekrug, литовские кальки — Шилокарчема, лит. Šilokarčema, Шило карчама, лит. Šilo karčiama, уст. рус. Шилокарчма) — город в Шилутском районе Литвы (является центром района). Находится на западе страны, к северо-западу от Таураге. Население составляет 16 200 жителей (2023).

## История
Основан как рыбный рынок Георгом Таллатом в 1511 году на территории герцогства Пруссия, в 1550 году построена церковь. В 1923 году вместе с Клайпедой перешёл к Литве. Новые власти переименовали город в Шилуте. В 1924 году была открыта гимназия с преподаванием на литовском языке. В 1926 году построена лютеранская кирха. В марте 1939 года после ультиматума Литве вернулся в состав Германии и в 1941 году получил статус города. В 1941—1944 годах здесь было два трудовых лагеря для евреев. Выжившие в 1943 году были перемещены в Освенцим. Рядом с Хейдекругом размещался концентрационный лагерь для военнопленных. В 1945 году вошёл в состав СССР. В советское время город был районным центром. С 1991 года — в составе независимой Литвы.

## Население
| Год  | Численность | Численность |
| ---- | ----------- | ----------- |
| 2001 | 21 473      | [ 3 ]       |
| 2002 | 21 276      | [ 3 ]       |
| 2003 | 21 158      | [ 3 ]       |
| 2004 | 21 011      | [ 3 ]       |
| 2005 | 20 616      | [ 3 ]       |
| 2006 | 20 043      | [ 3 ]       |
| 2007 | 19 735      | [ 3 ]       |
| 2008 | 19 427      | [ 3 ]       |
| 2009 | 19 221      | [ 3 ]       |
| 2010 | 18 988      | [ 3 ]       |
| 2011 | 17 858      | [ 3 ]       |
| 2012 | 17 360      | [ 3 ]       |
| 2013 | 17 152      | [ 3 ]       |
| 2014 | 17 002      | [ 3 ]       |
| 2015 | 16 812      | [ 3 ]       |
| 2016 | 16 521      | [ 3 ]       |
| 2017 | 15 856      | [ 4 ]       |
| 2018 | 15 419      | [ 5 ]       |
| 2019 | 15 111      | [ 3 ]       |
| 2020 | 14 980      | [ 3 ]       |
| 2021 | 15 952      | [ 3 ]       |
| 2022 | 15 816      | [ 3 ]       |
| 2023 | 16 200      | [ 3 ]       |

## Достопримечательности
Это типичный для Восточной Пруссии небольшой город. На его немецкое происхождение указывает его архитектура: фахверк, югендстиль, готика и неоготика. Шилуте имеет все ресурсы для того, чтобы стать очередным для Литвы туристическим центром.
Среди достопримечательностей — старинный почтамт (1905), пожарная каланча (1911), суд и тюрьма (1848), мост через Шишу (1914), поместье Шоя (1818), также старинная торговая площадь, порт, железнодорожная станция и мост (1875), гимназия Видунаса (1924).

## Транспорт
В 4 км к юго-востоку от центра города находится Шилутский аэродром.

## Города-побратимы
Шилуте имеет пять городов-побратимов:

- Юнгбю, Швеция
- Эммерих, Германия
- Острода, Польша
- Прущ Гдански, Польша
- Повият Гдански, Польша